# ألان بولاك
ألان بولاك (بالإنجليزية: Alan Pollack)‏ هو فنان أمريكي، ولد في 1964 في نيوجيرسي في الولايات المتحدة.